# Campos cerrados

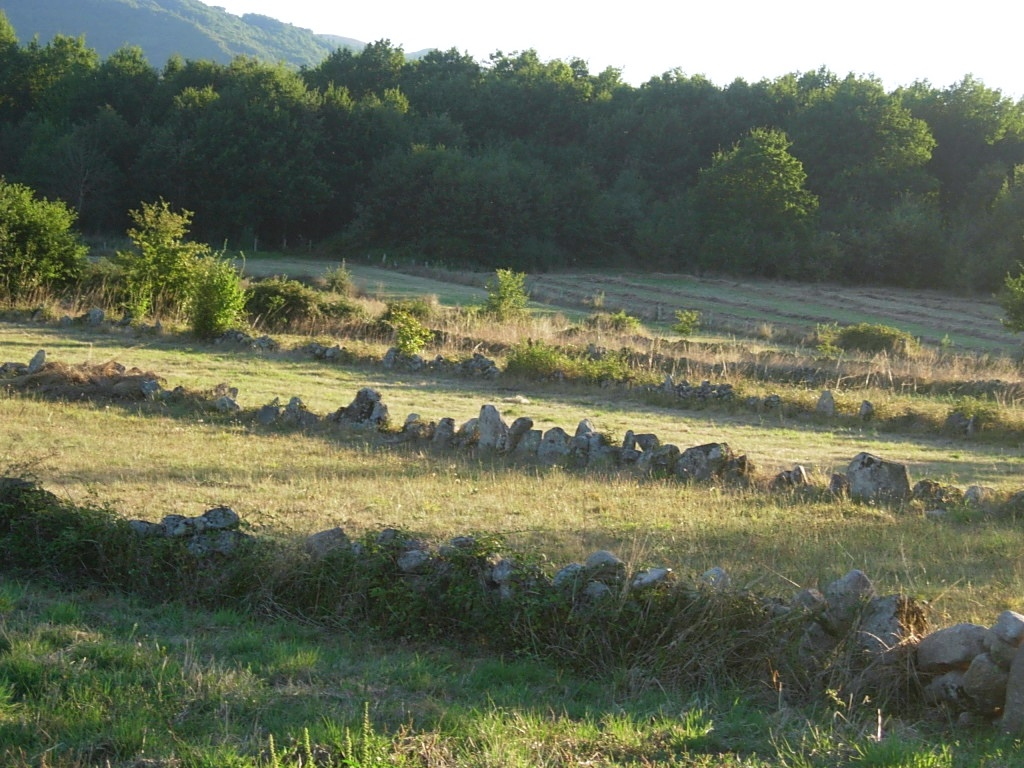
Campos cerrados en Galicia, España.

Cercamiento, campo cerrado o enclosure (en inglés). Es un término, utilizado en la propiedad agraria inglesa, que hace referencia a la apropiación de "baldíos" o "tierra común" y, al hacerlo, privar a los plebeyos de sus derechos de acceso y privilegio. Los acuerdos para cercar tierras podían realizarse mediante un proceso formal o informal. Normalmente, el proceso podía llevarse a cabo de tres maneras. En primer lugar, la creación de "closes", sacados de campos comunes más grandes por sus propietarios.
En el sistema de campos cerrados (bocage, en francés, enclosures, en inglés) existen divisiones entre las parcelas, y se asocian a decisiones individuales sobre los cultivos y aprovechamientos.
Suele decirse que el modelo de campos cerrados es el dominante en las zonas de montaña y más húmedas y el de campos abiertos en las zonas de secano (digamos, Andalucía y Castilla-La Mancha). De todos modos, son modelos o tipos ideales, más complejos en la realidad.[cita requerida]
Este fenómeno, origen del sistema capitalista global fue detallado en Moscas en la telaraña: Historia de la comercialización de la existencia―y sus mediosde de Jorge Majfud 

## Historia en Inglaterra
Después de que William I invadiera y conquistara Inglaterra en 1066, distribuyó la tierra entre 180 barones, que la poseían como arrendatarios, estableciendo un sistema feudal. Sin embargo, prometió al pueblo inglés que mantendría las leyes de Eduardo el Confesor. Así, los plebeyos pudieron seguir ejerciendo sus antiguos derechos consuetudinarios. El contrato original obligaba a las personas que ocupaban la tierra a prestar algún tipo de servicio. Esto evolucionó hacia un acuerdo financiero que evitaba o sustituía el servicio.
Tras la introducción del sistema feudal, se produjo un aumento del crecimiento económico y de la expansión urbana del país.  En el siglo XIII, a los señores les iba muy bien económicamente, pero a los campesinos, que se enfrentaban a costes cada vez mayores, no, y sus tierras disminuyeron. Pero tras los brotes de peste negra a mediados del siglo XIV se produjo un importante descenso de la población y de las cosechas.El descenso de la población dejó a los trabajadores agrícolas supervivientes en gran demanda. Los terratenientes tuvieron que enfrentarse a la disyuntiva de aumentar los salarios para competir por los trabajadores o dejar sus tierras sin utilizar. Los salarios de los trabajadores subieron y se tradujeron en inflación en toda la economía.  Se considera que las consiguientes dificultades para contratar mano de obra provocaron el abandono de las tierras y la desaparición del sistema feudal, aunque algunos historiadores han sugerido que los efectos de la peste negra sólo aceleraron el proceso.
Ya en el siglo XII se cercaban las tierras agrícolas. Sin embargo, la historia del cercamiento en Inglaterra varía de una región a otra.  Algunas partes del sudeste de Inglaterra (en particular algunas zonas de Essex y Kent) conservaron el sistema prerromano del campo celta, que consistía en cultivar en pequeños campos cerrados. Del mismo modo, en gran parte del oeste y noroeste de Inglaterra, los campos nunca estuvieron abiertos o se cerraron pronto. La principal zona de gestión de campos, conocida como "sistema de campo abierto ", se encontraba en las tierras bajas de Inglaterra, en una amplia franja desde Yorkshire y Lincolnshire que atravesaba Inglaterra en diagonal hacia el sur, abarcando partes de Norfolk y Suffolk, Cambridgeshire, amplias zonas de las Midlands y la mayor parte del centro-sur de Inglaterra.

## Métodos de cercamiento en Inglaterra
Existían esencialmente dos grandes categorías de cercamientos: los acuerdos "formales" y los "informales".  La delimitación formal se lograba mediante una ley del parlamento a partir de 1836, o mediante un acuerdo escrito firmado por todas las partes implicadas. El registro escrito probablemente incluiría también un mapa.
En el caso de los acuerdos informales, el registro escrito era mínimo o inexistente, salvo ocasionalmente un mapa del acuerdo. El acuerdo informal más sencillo era la "unidad de posesión". Si un individuo conseguía adquirir todas las franjas de tierra de una zona y consolidarlas en una sola, por ejemplo un señorío, los derechos comunales dejaban de existir, ya que no había nadie para ejercerlos.

### Sistema de campo abierto
Antes de los cerramientos en Inglaterra, las tierras "comunes" estaban bajo el control del señor feudal. El señorío habitual constaba de dos elementos, la tenencia campesina y la explotación del señor, conocida como demesne granja. La tierra que poseía el señor era para su beneficio y era cultivada por sus propios empleados directos o por mano de obra contratada. Los arrendatarios debían pagar una renta. Los arrendatarios debían pagar una renta, que podía ser en metálico, en trabajo o en productos agrícolas. Los arrendatarios tenían ciertos derechos como pastos, pannage, o estovers que podían ser poseídos por propiedades vecinas, o (ocasionalmente) en bruto por todos los arrendatarios señoriales. "Las tierras baldías eran a menudo zonas muy estrechas, normalmente de menos de 1 yarda (0,9 m) de ancho, en lugares incómodos (como los bordes de los acantilados, o las fronteras señoriales de forma inconveniente), pero también podían ser rocas desnudas, no eran utilizadas oficialmente por nadie, por lo que a menudo eran "cultivadas" por campesinos sin tierra.
El resto de la tierra se organizaba en un gran número de estrechas franjas, cada arrendatario poseía varias franjas dispares
- Cierra
- En algunos casos, un parque [22]
- Residuos comunes

En este sistema, lo que hoy podría denominarse un solo campo se dividía entre el señor y sus arrendatarios; a los campesinos más pobres (siervos o copropietarios, según la época) se les permitía vivir en las franjas propiedad del señor a cambio de cultivar sus tierras. El sistema de campo abierto fue probablemente un desarrollo del anterior sistema de campo celta, al que sustituyó. El sistema de campo abierto utilizaba un sistema de rotación de cultivos de tres campos.  [La cebada, la avena o las leguminosas se plantaban en un campo en primavera y el trigo o el centeno en el segundo campo en otoño.  En la Inglaterra medieval no existían los fertilizantes artificiales, por lo que el uso continuado de las tierras de labor para los cultivos agotaba la fertilidad del suelo. El sistema de campos abiertos resolvió ese problema. Lo hacía permitiendo que el tercer campo, de la tierra cultivable, quedara sin cultivar cada año y utilizando ese campo "en barbecho" para el pastoreo de animales, sobre los rastrojos de la antigua cosecha. El estiércol que los animales producían en el campo en barbecho ayudaría a restaurar su fertilidad. Al año siguiente, se rotarían los campos de siembra y de barbecho.
La propia naturaleza del sistema de rotación en tres campos imponía una disciplina al señor y a los arrendatarios en su gestión de la tierra cultivable. Cada uno tenía libertad para hacer lo que quisiera con sus tierras, pero debía seguir los ritmos del sistema de rotación. Los terratenientes tenían ganado, incluyendo ovejas, cerdos, vacas, caballos, bueyesen, y aves de corral, y después de la cosecha, los campos se convertían en 'comunes' para que pudieran pastar los animales en esa tierra.  
Todavía hay ejemplos de pueblos que utilizan el sistema de campo abierto, un ejemplo es Laxton, Nottinghamshire.

### El fin del sistema de campo abierto
En busca de mejores rendimientos económicos, los terratenientes buscaron técnicas agrícolas más eficientes. 
Vieron en el cercamiento una forma de mejorar la eficiencia, Sin embargo, no se trataba simplemente de cercar las explotaciones existentes; también se produjo un cambio fundamental en la práctica agrícola. Una de las innovaciones más importantes fue el desarrollo del sistema de cuatro campos de Norfolk, que aumentó enormemente el rendimiento agrícola y ganadero al mejorar la fertilidad del suelo y reducir los períodos de barbecho. El trigo se cultivaba el primer año, los nabos el segundo, seguidos de la cebada, y el trébol y el ray-grass el tercero. El trébol y el ray-grass se pastaban o se cortaban como forraje el cuarto año. Los nabos se utilizaban para alimentar al ganado vacuno y ovino durante el invierno. La práctica de cultivar una serie de tipos de cultivos distintos en la misma zona en temporadas secuenciales ayudaba a restaurar los nutrientes de las plantas y a reducir la acumulación de patógenos y plagas.  El sistema también mejora la estructura y la fertilidad del suelo al alternar plantas de raíces profundas y poco profundas. Por ejemplo, los nabos pueden recuperar nutrientes de las profundidades del suelo. La plantación de cultivos como los nabos y el trébol no era realista en el sistema de campo abierto porque el acceso sin restricciones al campo significaba que el ganado de otros aldeanos pastaría en los nabos. Otra característica importante del sistema de Norfolk era que utilizaba mano de obra en épocas en las que la demanda no alcanzaba niveles máximos.
Ya en el siglo XII, algunos campos abiertos de Gran Bretaña estaban siendo cercados en campos de propiedad individual. Tras el Estatuto de Merton de 1235, los señores feudales pudieron reorganizar las franjas de tierra de forma que quedaran reunidas en un bloque contiguo. 
Los copropietarios tenían una "tenencia consuetudinaria" sobre su pedazo de tierra que era legalmente exigible. El problema era que un "copyhold tenancy" sólo era válido durante la vida del titular. El heredero no tenía derecho a la herencia, aunque por lo general, según la costumbre, a cambio de un canon (conocido como multa), el heredero podía hacer que se le transfiriera la copropiedad. Para eliminar sus derechos consuetudinarios, los terratenientes convirtieron la copropiedad en arrendamiento. El arrendamiento eliminaba los derechos consuetudinarios, pero la ventaja para el arrendatario era que la tierra podía heredarse.
Durante el periodo Tudor se produjo un aumento significativo de los cercamientos. El cercamiento se llevó a cabo con bastante frecuencia de forma unilateral por el terrateniente, a veces ilegalmente.} El desalojo generalizado de la gente de sus tierras provocó el colapso del sistema de campo abierto en esas zonas. Las privaciones de los trabajadores desplazados han sido consideradas por los historiadores como una de las causas del posterior malestar social.

### Legislación
En la Inglaterra de los Tudor, la creciente demanda de lana tuvo un efecto dramático en el paisaje. La atracción de los grandes beneficios que se obtendrían de la lana animó a los señores señoriales a cercar las tierras comunales y convertirlas de tierras de labranza en pastos (principalmente) para ovejas. El consiguiente desalojo de los plebeyos o aldeanos de sus hogares y la pérdida de sus medios de vida se convirtieron en una importante cuestión política para los Tudor. La despoblación resultante era económicamente desventajosa para la Corona. A las autoridades les preocupaba que muchas de las personas posteriormente desposeídas se convirtieran en vagabundos y ladrones. Además, la despoblación de las aldeas produciría una mano de obra debilitada y debilitaría la fuerza militar del Estado.
Desde la época de Enrique VII, el Parlamento comenzó a aprobar leyes para detener el cercamiento, limitar sus efectos o, al menos, multar a los responsables. Las llamadas "leyes de labranza" se aprobaron entre 1489 y 1597.
Los responsables de la aplicación de las Leyes eran los mismos que se oponían a ellas. El gobierno también nombró ocho Comisiones Reales entre 1517 y 1636.}} En última instancia, con el aumento de la oposición popular a la cría de ovejas, un estatuto de 1533 restringió el tamaño de los rebaños de ovejas a no más de 2.400 cabezas. Más tarde, en 1549, se promulgó una ley que imponía un impuesto de capitación a las ovejas, junto con un gravamen sobre las telas producidas en casa. El resultado fue que la ganadería ovina dejó de ser rentable. Sin embargo, al final fueron las fuerzas del mercado las responsables de detener la conversión de cultivos herbáceos en pastos. El aumento de los precios del maíz durante la segunda mitad del siglo XVI hizo más atractiva la agricultura, por lo que, aunque continuaron los cercamientos, se hizo más hincapié en el uso eficiente de las tierras de labor. 